# Drosophila neotestacea
Drosophila neotestacea är en tvåvingeart som beskrevs av Grimaldi, James och Jaenike 1992. Drosophila neotestacea ingår i släktet Drosophila och familjen daggflugor.
Artens utbredningsområde täcker stora delar av Nordamerika.